# Belagerung von Mantua (1796–1797)
1792

Porrentruy – Marquain – Quiévrain – Verdun – Thionville – Valmy – Lille – Mainz (1792) – Jemappes
1793

Aldenhoven I – Namur – Neerwinden – Mainz (1793) – Famars – Valenciennes (1793) – Arlon (1793) – Hondschoote – Meribel – Avesnes-le-Sec – Pirmasens – Toulon – Fontenay-le-Comte – Cholet – Lucon – Trouillas – Dünkirchen – Le Quesnoy – Menin I – Wattignies – Weißenburg I – Biesingen – Kaiserslautern I – Weißenburg II
1794

Boulou – Landrecis – Menin II – Mouscron – Martinique – Guadeloupe – Tourcoing – Tournai – Kaiserslautern II – San-Lorenzo de la Muga – 13. Prairial – Fleurus – Kaiserslautern III – Vosges – Aldenhoven II
1795

Cornwallis’ Rückzug – Genua – Groix – Hyeres – Handschuhsheim – Mainz (1795) – Mannheim – Loano
1796

Montenotte – Millesimo – Dego – Mondovì – Lodi – Borghetto – Castiglione – Mantua – Siegburg – Altenkirchen – Wetzlar – Kircheib – Kehl – Kalteiche – Friedberg  – Malsch – Neresheim – Sulzbach – Deining – Amberg – Würzburg – Neufundland – Rovereto – Bassano – Limburg – Biberach I – Emmendingen – Schliengen – Caldiero – Arcole – Irland
1797

Fall von Kehl – Rivoli (1797) – St. Vincent – Diersheim – Santa Cruz – Neuwied – Camperduin
Die Belagerung von Mantua war Teil des Italienfeldzuges von Napoleon Bonaparte, der vor allem gegen Österreich gerichtet war. Mantua nahm eine strategische Schlüsselstellung ein, weil es den Zugang nach Tirol beherrschte, und war schließlich die letzte österreichische Bastion in Norditalien. Die Belagerung begann Anfang Juni 1796. Wegen des Herannahens eines österreichischen Entsatzheeres musste Napoleon die Belagerung am 31. Juli aufheben. In verschiedenen Gefechten und Schlachten blieb Napoleon siegreich, sodass er seit Ende August die Stadt erneut blockieren ließ. Weitere Entsatzversuche der Österreicher schlugen fehl, und der inzwischen in der Stadt kommandierende Feldmarschall Dagobert Wurmser kapitulierte am 2. Februar 1797. Die Belagerung kostete nicht nur durch direkte Kriegshandlungen, sondern vor allem durch Seuchen auf beiden Seiten zahlreiche Opfer.

## Ausgangslage
Am 27. März 1796 hatte Bonaparte das Kommando der Italienarmee übernommen. Bereits am 28. April musste das Königreich Sardinien einen Waffenstillstand schließen und schied damit aus dem Krieg aus. Napoleon kämpfte danach gegen die Österreicher. Der österreichische General Jean-Pierre de Beaulieu erlitt kurze Zeit später an der Brücke von Lodi eine Niederlage. Schon zu dieser Zeit war Mantua für Napoleon ein wichtiges strategisches Ziel, da die Stadt den Zugang nach Tirol deckte. Von dort aus hoffte er nach Bayern vorzudringen und schlug ein gemeinsames Vorgehen mit der Rheinarmee gegen den Kern des Heiligen Römischen Reiches vor.
Am 15. Mai hatte Napoleon mit Mailand, wo nur noch die Zitadelle in österreichischer Hand war, fast die gesamte Lombardei erobert. Ab dem 23. Mai rückte er ostwärts gegen die österreichische Armee unter Beaulieu vor. Am 30. Mai 1796 gelang es Napoleon mit seiner etwa 31.000 Mann starken Armee die Österreicher auszumanövrieren und den Fluss Mincio ungehindert zu überqueren. In der Folge teilte sich die österreichische Armee. Beaulieu zog sich mit einer Hälfte nordwärts zurück.

## Situation in Mantua

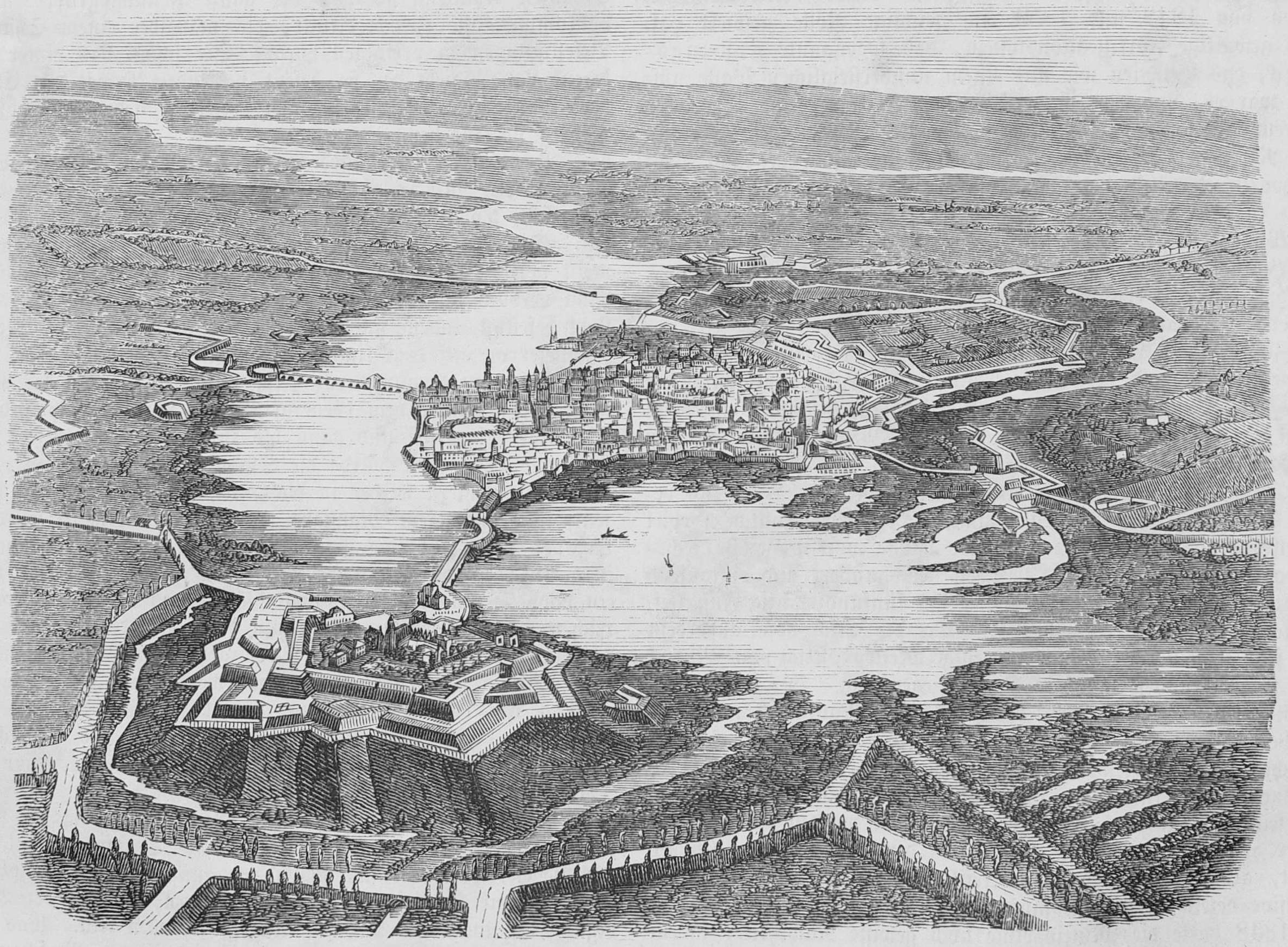
Befestigungsanlagen von Mantua (Zustand um 1866)

Die andere Hälfte verstärkte die Besatzung der stark befestigten Stadt Mantua. Damit betrug die Besatzung unter General Canto d'Irles 13.000 Mann, die über 500 Kanonen verfügten. Munition und weitere Waffen waren reichlich vorhanden und abgesehen von Wein und Pferdefutter hatte man Proviant für drei Monate.
Mantua hatte damals etwa 25.000 Einwohner. Die Stadt hatte 1714 moderne Befestigungsanlagen erhalten. Diese waren allerdings zu einem großen Teil zerfallen und waren erst 1795 wieder instand gesetzt worden. Teilweise geschützt wurde die Stadt durch den seeartig erweiterten Fluss Mincio. Zur Landseite nach Westen und Süden hatte die Stadt drei Tore, die Porta Pradella, die Porta Cerese und die Porta Pusterla. Die Tore waren durch besondere Schutzmaßnahmen gesichert. Zudem erschwerten teilweise versumpfte Wiesen die Annäherung. Im Norden gab es zwei Tore die Porta Molina und die Porta St. Giorgio. Von der Porta Molina führt der Mühlendamm über den Fluss. Das Nordende des Damms wurde durch die Zitadelle der Stadt geschützt. Auch von der Porta Giorgio ging ein Damm als Verbindung zur Vorstadt St. Giorgio aus. Dieser war vergleichsweise schwach geschützt.

## Blockade und Belagerung von Mantua

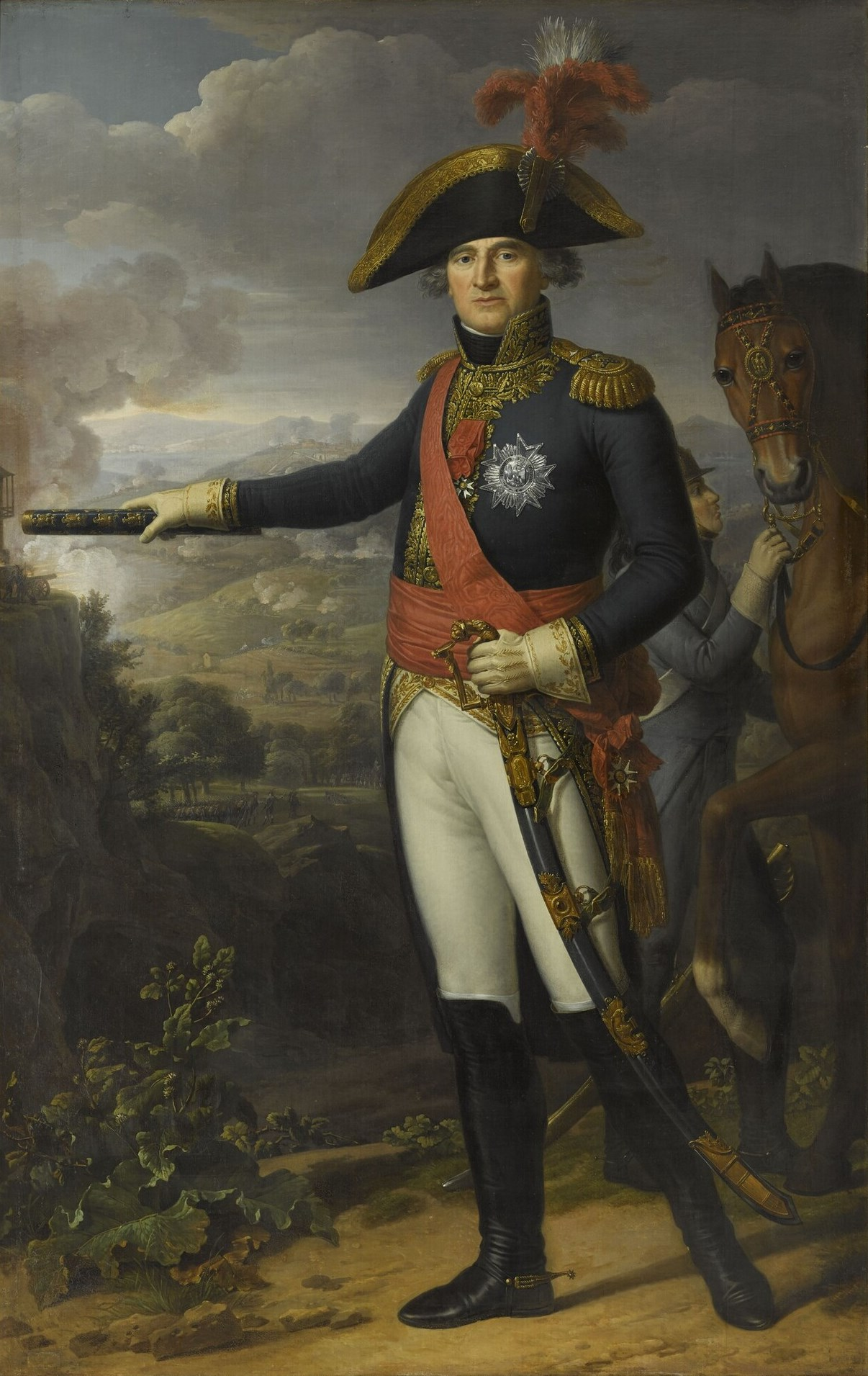
Jean Sérurier hat auf französischer Seite die eigentliche Belagerung geleitet

Seit dem 4. Juni begannen die Franzosen unter Jean Sérurier mit zunächst 9000 Mann die Einschließung. Weitere Truppen insgesamt über 40.000 Mann befanden sich in der Gegend zur Abwehr von österreichischen Angriffen. Ein beträchtlicher Teil der Truppen hatte die Straßen aus Tirol in Richtung Mantua gegen feindliche Vorstöße zu decken. Am 7. Juni war die Festung von allen Seiten eingeschlossen. Bislang handelte es sich allerdings um eine Blockade, für eine regelrechte Belagerung fehlte es an schwerer Artillerie.
Inzwischen hatte Napoleon eine Anweisung von Carnot erreicht, nicht nach Tirol zu marschieren. Stattdessen sollte er sich nach Mittelitalien wenden. Am 5. Juni kam zu einem Waffenstillstand mit dem Königreich Neapel und am 14. Juni kam es zum Frieden mit Sardinien. Auch mit dem Papst wurde Frieden geschlossen. Letztlich hatte Napoleon ganz Italien aus der antifranzösischen Koalition herausgelöst. Auch mit Blick auf die Beherrschung des Etschtales, von wo aus Entsatz für Mantua kommen konnte, wurde Verona besetzt – eine Stadt, die zur neutralen Republik Venedig gehörte. In Mailand begann inzwischen die ernsthafte Belagerung der Zitadelle. Nachdem die Zitadelle am 29. Juni kapituliert hatte, wurden die schweren französischen Belagerungsgeschütze nach Mantua gebracht. Der Besitz dieser Stadt stand der Beherrschung von ganz Italien noch entgegen.
Nachdem Napoleon nach Roverbella, dem französischen Hauptquartier in der Nähe von Mantua, zurückgekommen war, begann die ernsthafte Belagerung mit der Anlage von Geschützstellungen, um die Stadt zu beschießen. Die Österreicher machten am 6. Juli einen Ausfall aus der Zitadelle. Auf der anderen Seite gab auch Napoleon einen Überraschungsangriff auf. Ein am 16. Juli aus der Porta Pradella ausgeführter österreichischer Ausfall war nur bedingt erfolgreich, weil es nicht gelang die französischen Stellungen zu zerstören.
Die Franzosen begannen in der Nacht zum 19. Juli mit der Beschießung der Stadt. Außerdem gelang es die ersten Parallelen (Laufgräben) zu eröffnen. Angriffsversuche schlugen allerdings fehlt. Die Beschießung wurde in den Nächten in unterschiedlicher Intensität fortgeführt, während die Franzosen am Tag die Zerstörungen durch die Geschütze der Verteidiger an den Stellungen ausbesserten. Auch weitere Angriffsversuche der Franzosen scheiterten. Eine Aufforderung zur Übergabe lehnten die Österreicher am 20. Juli ab. Seit dem 29. Juli begann die Beschießung durch sämtliche Batterien.

## Entsatzversuch und Aufgabe der Belagerung

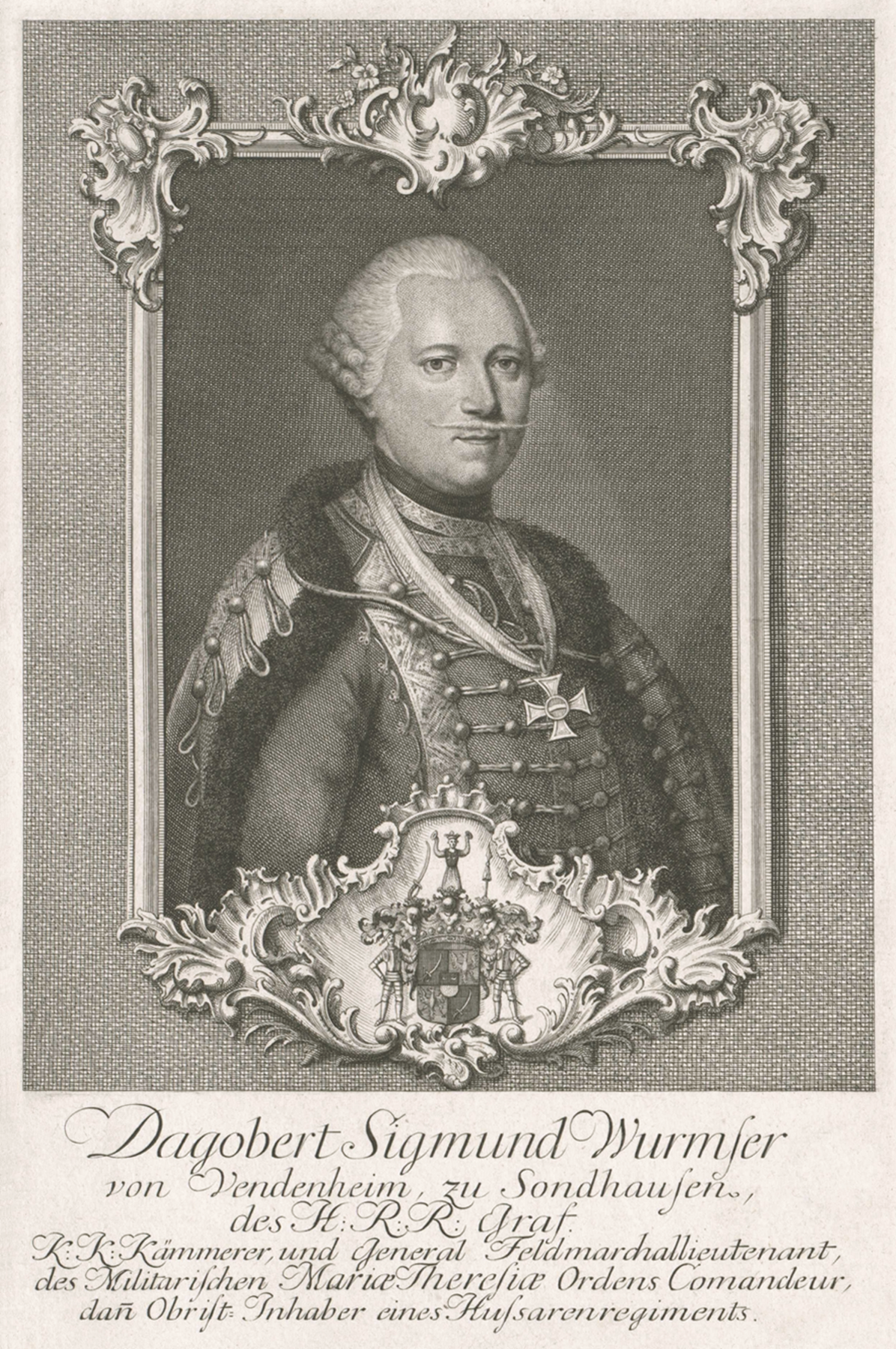
Dagobert Wurmser zwang Napoleon zur Aufhebung der Belagerung, musste aber später die Stadt übergeben

Inzwischen rückten die Österreicher geteilt in zwei getrennt marschierende Armeen von Tirol kommend in Norditalien ein. Die eine unter Peter Vitus von Quosdanovich marschierte westlich des Gardasees am Fluss Chiese entlang. Die stärkere unter Dagobert Wurmser folgte dem Lauf der Etsch. Zusammen waren die beiden Armeen stärker als die Napoleons. Wenn es den beiden österreichischen Armeen gelang, koordiniert gegen Napoleon vorzugehen, war dessen Situation unhaltbar. Bei den ersten Gefechten erwiesen sich die Österreicher als überlegen. Sie vertrieben die Franzosen aus Brescia. Unter schweren Verlusten musste sich André Masséna hinter den Mincio zurückziehen. Napoleon sah sich in einer schwierigen Lage, entschloss sich aber auf Drängen von Charles Pierre François Augereau, die Gegner getrennt anzugreifen. Napoleon sah sich daher gezwungen die Belagerung von Mantua am 31. Juli 1796 abzubrechen. Die Geschütze wurden zurückgelassen und vernagelt und die Bagage verbrannt. Die Österreicher nutzten die Gelegenheit neuen Proviant herbeizuschaffen, die Schäden an den Befestigungen zu beseitigen und die zurückgelassenen Kanonen der Franzosen zu bergen.
Die Aufgabe der Belagerung mit der Preisgabe der mühevoll herangeschafften Geschütze war sicherlich keine leichte Entscheidung für Napoleon. Aber er konnte so mit voller Kraft die Entsatzarmeen der Österreicher nacheinander schlagen. Das Kalkül Napoleons ging auf. Er griff zunächst Quosdanovich an, schlug ihn bei Lonato und zwang dessen Truppen zum Rückzug nach Tirol. Danach besiegte Napoleon Wurmser bei Castiglione (Schlacht von Castiglione). Auch Wurmser war zum Rückzug gezwungen. Dieser sammelte seine Truppen bei Trient neu.

## Erneute Blockade und Entsatzversuche
Da ohne schwere Geschütze eine regelrechte Belagerung nicht möglich war, ließ Napoleon seit Ende August Mantua blockieren.

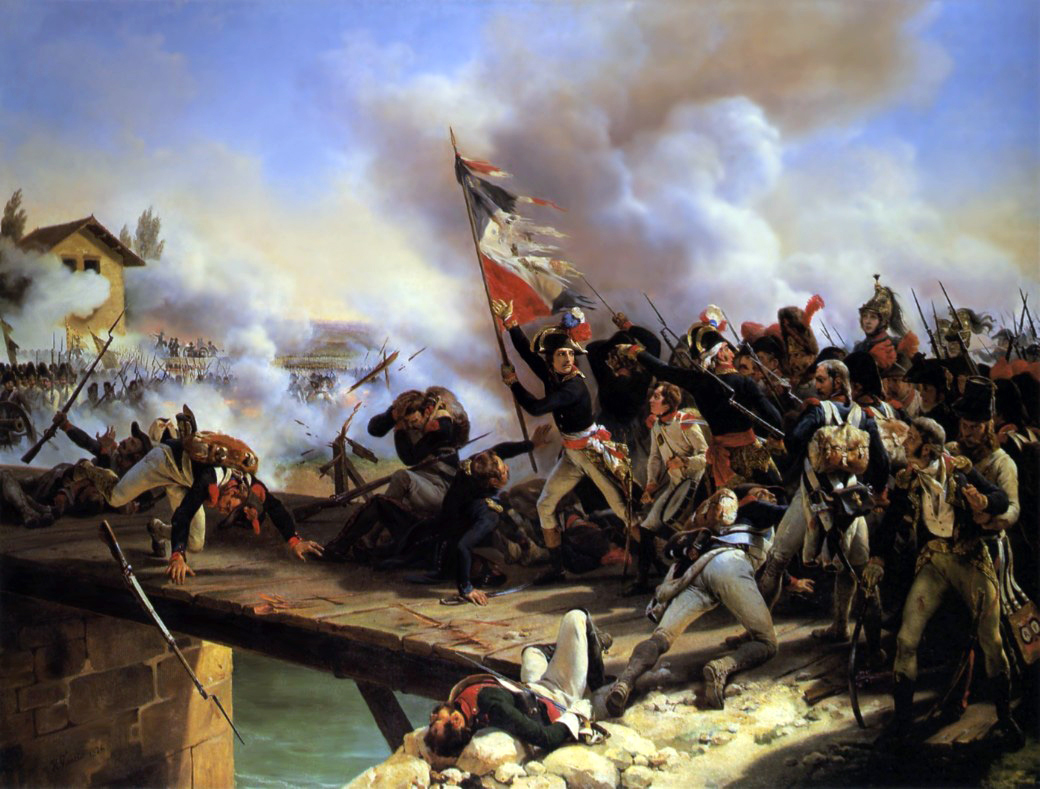
Schlacht um die Brücke von Arcole

Kaiser Franz II. hatte Wurmser den ausdrücklichen Befehl erteilt noch einmal zu versuchen Mantua Entsatz zu bringen. Dieser marschierte mit einem Teil der österreichischen Armee durch das Tal der Brenta mit dem Ziel Napoleons Nachschublinien zu unterbrechen, während Paul von Davidovich an der Etsch bleiben und die Franzosen beschäftigen sollte. Napoleon reagierte darauf mit einem Vorstoß gegen Tirol und drängte Davidovich hinter Trient zurück. Danach wandte er sich in Eilmärschen gegen Wurmser und schlug diesen bei Caliano und Bassano. Wurmser zog sich am 13. September mit seinen verbliebenen 12.000 Mann nach Mantua zurück. Er versuchte sich außerhalb der Mauern zu halten, wurde aber im Gefecht bei St. Giorgio besiegt und musste sich in die Stadt selbst zurückziehen. Der Entsatzversuch hatte österreichische Verluste von 11.000 Mann und zahlreiche Geschütze zur Folge. Seit dem 29. September war Mantua erneut von den Franzosen von allen Seiten blockiert.
Die Österreicher hoben neue Truppen aus. Davidovich verfügte in Tirol über 18.000 und Quosdanovich in Friaul über 30.000 Mann. Den Oberbefehl hatte Joseph Alvinczy von Berberek inne. Erneut waren die Österreicher zahlenmäßig überlegen. Wieder drohte Napoleon der Angriff von zwei Seiten. In einem ersten Treffen bei Caldiero wurden die Franzosen besiegt und mussten sich bis Verona zurückziehen. Napoleon reagiert damit, dass er die Truppen vor Mantua und andernorts auf ein Minimum reduzierte und mit einer Armee von 20.000 Mann sich dem Gegner näherte und die Schlacht von Arcole gewann. Auch die Truppen von Davidovich wurden nach Tirol zurückgetrieben. Am 23. November versuchte Wurmser noch einmal einen Ausfall, als die Entsatztruppen sich bereits auf dem Rückzug befanden.
Nachdem die Österreicher noch einmal Anfang 1797 in Norditalien vordrangen, entschied ihre Niederlage in der Schlacht bei Rivoli am 14. und 15. Januar 1797 über das Schicksal der Stadt Mantua. Ein Teil der österreichischen Truppen kam bis Mantua, musste sich aber ergeben. In der Festung herrschte inzwischen Not. Am 2. Februar 1797 ergab sich Wurmser. Der Feldmarschall und 500 Mann erhielten freien Abzug. Etwa 16.000–20.000 Mann gerieten in Kriegsgefangenschaft. Davon waren 6000 Kranke. Darüber hinaus erbeuteten die Franzosen zahlreiche Kanonen.

## Folgen
Während der Belagerung starben etwa 18.000 Mann auf österreichischer und 7000 Mann auf französischer Seite. Ein Großteil der Opfer ging auf Seuchen zurück. Dabei kostete die Malaria und später auch Typhus und Dysenterie besonders viele Opfer. Unter Einschluss der Stadtbewohner fielen dem geschätzt 20.000 Menschen zum Opfer. Möglicherweise von den französischen Truppen nach Italien eingeschleppt, verbreitete sich die Typhusepidemie von Mantua aus auch auf andere Städte.
Nachdem mit dem Fall von Mantua Norditalien erobert war, wandte sich Napoleon zunächst gegen den Kirchenstaat und dann nach Norden gegen Österreich selbst.